# Conneaut Lake (Pennsylvanie)
Conneaut Lake, initialement baptisé Evansburg, est un borough situé au sud-ouest de la partie centrale du comté de Crawford, en Pennsylvanie, aux États-Unis,. En 2010, il comptait une population de 653 habitants.

## Démographie
Lors du recensement de 2010, le borough comptait une population de 653 habitants. Elle est estimée, en 2019, à 621 habitants.

### Source de la traduction
- (en) Cet article est partiellement ou en totalité issu de l’article de Wikipédia en anglais intitulé « Conneaut Lake, Pennsylvania » (voir la liste des auteurs).